# Le Cronache di Peppa Pig
Le Cronache di Peppa Pig è una webserie creata da Neville Astley e Mark Baker ed è il primo spin-off di Peppa Pig. Nella prima stagione ha trasmesso 20 episodi ed ha ottenuto un gran numero di visualizzazioni su YouTube.
Lo show ha debuttato su YouTube, ma è possibile trovarlo anche sulla piattaforma RaiPlay.

## Episodi
I seguenti episodi sono disponibili su YouTube:
Riparando l'autobus delle feste

La fiera dei pancake

Il ritorno di Cattiva Mamma Pig!

La fonduta

La giornata dei travestimenti

Il Tunnel dell'Amore

La macchina per i pop corn

Il grande magazzino

Il buffet cinese

Indovina il gusto

Il ristorante segreto

La stazione dei treni

Il gioco di squadra

Il laboratorio di Babbo Natale

Il regalo misterioso

Buoni o cattivi

L'hotel di Peppa

Gli acquisti di Natale

Il labirinto di scatole

Il mal di denti

Un film in famiglia

I pattini in linea

Il vlog

Il drive in

L'avventura sull'isola tropicale

Il bricolage

Il raffreddore

Il mio amico frigo

Le mummie di Halloween

La macchina elettrica

Il labirinto di specchi

Il nascondiglio segreto

Il baratto dei giocattoli

La lezione di cucina

L'autolavaggio

Un incubo rumoroso

Mettere in ordine

I nuovi occhiali di Papà Pig

Una serata di giochi

Pressione in cabina

Il piccolo robot

Peppa contro George

La Bibita A Sorpresa

La festa in giardino con gli schizzi

Agenti e spie

Il castello di cartone di Peppa

Primo soccorso

Il trenino del sushi

Gli omogeneizzati

Festa da ballo sull'autobus

Badminton

Il percorso acquatico a ostacoli

Surf e skate

Un ghiacciolo a sorpresa

Una colazione molto francese

Super Peppa

Lo scivolo fangoso

Peppa gioca all'autofficina

Un giro sul razzo

UFO

L'arrampicata

Cosa fare da grandi

Corso di ceramica

Esperimenti

Qua qua, honk!

La prigione

La Cena Romantica

George Preistorico

Il cantiere all'asilo

Il dentifricio

Persi al cinema

La stanza della calma

La festa nello spazio

Consegnata

I foglietti adesivi

L'aeroporto

Ghiaccioli

Le magliette tie dye di Peppa

La battaglia di schizzi

Papere nel regno dei mattoncini

Annaffiatoi Galleggianti

Il Bagno Magico

Scatta il rosso, scatta il verde

Torte Ingannevoli

L'isola del Deserto